# Chrysobothris chlorocephala
Chrysobothris chlorocephala är en skalbaggsart som beskrevs av Hippolyte Louis Gory 1841. Chrysobothris chlorocephala ingår i släktet Chrysobothris och familjen praktbaggar. Inga underarter finns listade i Catalogue of Life.